# Josh Boone
Oscar Joshua "Josh" Boone (nascut el 21 de novembre de 1984 a Mount Airy, Maryland) és un jugador nord-americà de basquetbol que juga als New Jersey Nets. Va arribar a l'NBA des dels Connecticut Huskies, on hi va passar tres anys on compartia joc interior amb Hilton Armstrong.

## Carrera

### NBA
Josh Boone va ser elegit al 23è lloc del draft del 2006 pels New Jersey Nets, un lloc després del seu company d'equip Marcus Williams, també elegit pels Nets.
Després de la lliga d'estiu, Josh es va lesionar, i es va creure que s'estaria de 4 a 6 mesos de baixa, però va poder tornar molt aviat.